# Hawk Cove, Texas
Hawk Cove là một thành phố thuộc quận Hunt, tiểu bang Texas, Hoa Kỳ. Năm 2010, dân số của xã này là 483 người.

## Dân số
- Dân số năm 2000: 457 người.
- Dân số năm 2010: 483 người.